# Carlo Bassi

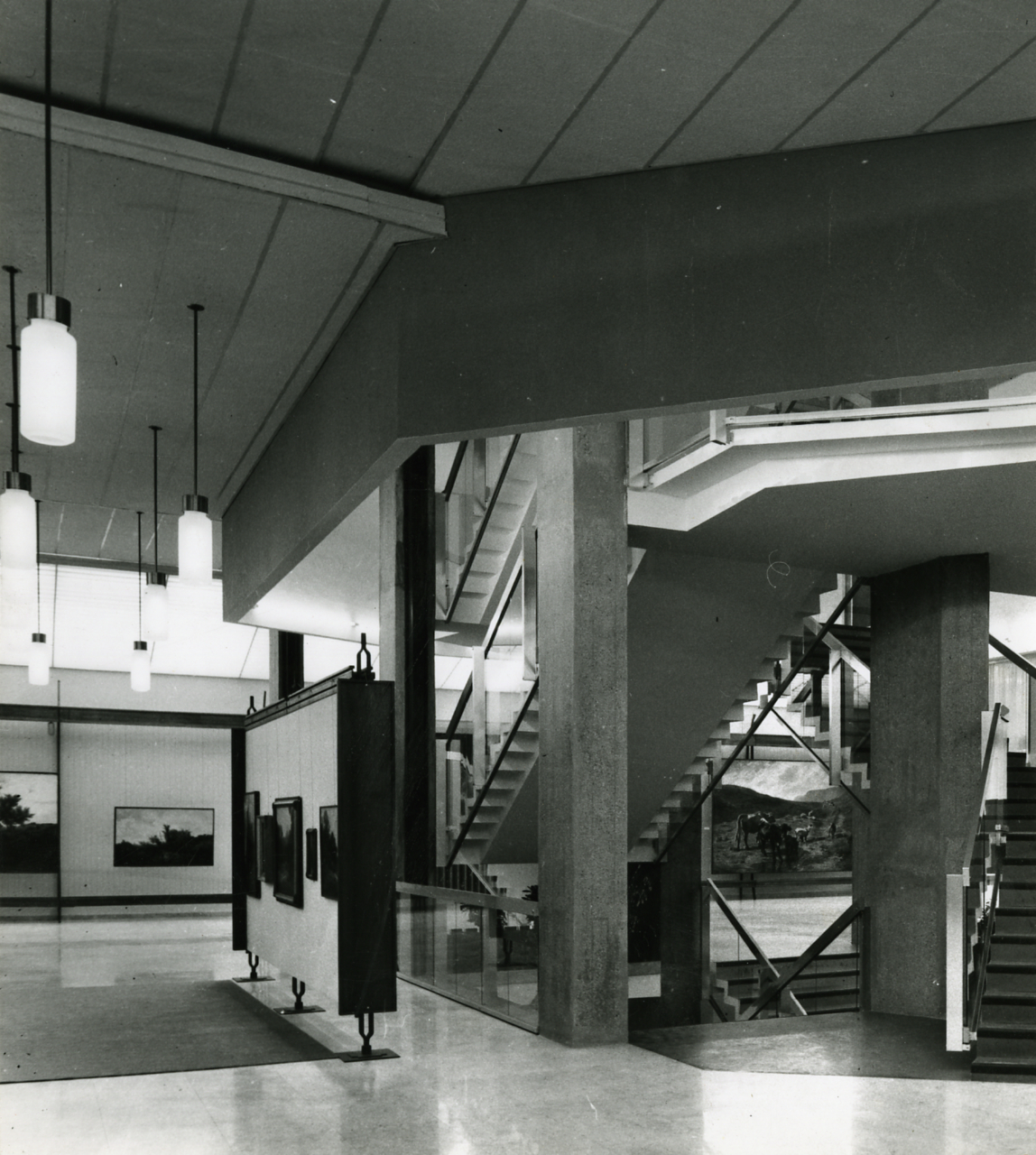
GAM – Galleria Civica d’Arte Moderna e Contemporanea. Foto di Paolo Monti, 1959

Carlo Bassi (Ferrara, 15 settembre 1923 – Milano, 25 settembre 2017) è stato un architetto e scrittore italiano.

## Biografia

### Architetto
Laureato al Politecnico di Milano, ha incontrato all'inizio della sua carriera professionale l'architetto Goffredo Boschetti, suo coetaneo, ed ha lavorato a lungo con lui a Milano in uno studio di progettazione.
Sue opere importanti sono la Galleria civica d'arte moderna e contemporanea di Torino costruita negli anni 1951-1959, dopo un concorso nazionale vinto, e l'istituto medico "Sante Zennaro" a Imola, complesso sanitario e scolastico ora adibito a struttura di supporto alle attività culturali e logistiche della città costruito per la provincia di Bologna dopo un concorso vinto nel 1963. A Ferrara ha progettato la ricostruzione della sacrestia della cattedrale. 
Lo studio di architettura Bassi Boschetti ha progettato una serie di chiese: i Santi Angeli Custodi in via Colletta a Milano, Sant'Adele a Buccinasco, Sant'Anselmo a Malcantone di Sermide nella diocesi di Mantova, l'ampliamento di San Giovanni a Saronno (provincia di Varese), ispirato a Santa Maria delle Grazie. Altri numerosi interventi sono stati realizzati dallo studio per conto dell'Arcidiocesi di Milano.
A Ferrara l'ultima opera di Carlo Bassi è la chiesa dedicata al beato Giovanni Tavelli da Tossignano a Villa Fulvia.
Negli anni settanta ha ricevuto la medaglia d'oro alla XIII Triennale di Milano  e la cittadinanza onoraria di Baltimora (USA).
Carlo Bassi è morto a 94 anni nella sua abitazione di Milano il 25 settembre 2017..

### Scrittore
Carlo Bassi è autore di varie pubblicazioni dedicate a Ferrara e all'architettura, e di un romanzo.
- Carlo Bassi, Percorsi nella storia della città e dell'architettura, Ferrara, Italo Bovolenta editore, 1990, ISBN 9788808113887.
- Carlo Bassi, La morte di Le Corbusier: Romanzo non romanzo, Milano, Jaca Book, 1992, ISBN 978-8816403086.
- Carlo Bassi, Ferrara. Lessico di architettura «frammenti di un discorso amoroso», Ferrara, Corbo Editore, 2005, ISBN 8882690652.
- Gerolamo Melchiorri, Nomenclatura ed etimologia delle piazze e strade di Ferrara e Ampliamenti, a cura di Carlo Bassi, Ferrara, 2G, 2009, ISBN 978-8889248218.
- Carlo Bassi, Nuova guida di Ferrara. Vita e spazio nell'architettura di una città emblematica, Ferrara, Italo Bovolenta editore (originario, nel 1981) 2G editrice (per ristampa anastatica del 2012), 2012, ISBN 8889248149.
- Carlo Bassi, Breve ma veridica storia di Ferrara, Ferrara, 2G Libri, 2015, ISBN 88-89248-06-8.
- Carlo Bassi, Ferrara rara:Perché Ferrara è bella, Cernobbio, Archivio Cattaneo editore in Cernobbio, 2015, ISBN 978-88-98086-23-8.